# John Bogna Bakeni
John Bogna Bakeni (* 15. März 1975 in Kiri, Borno) ist ein nigerianischer Geistlicher und römisch-katholischer Weihbischof in Maiduguri.

## Leben
John Bogna Bakeni besuchte zunächst von 1987 bis 1993 das Knabenseminar in Yola. Anschließend studierte er Philosophie und katholische Theologie an den Priesterseminaren von Makurdi und Jos. Am 17. August 2002 empfing er das Sakrament der Priesterweihe für das Bistum Maiduguri.
Neben Tätigkeiten in der Pfarrseelsorge leitete er von 2002 bis 2007 das Catechetical Training Centre für die Katechistenausbildung in Kaya. Von 2007 bis 2012 hielt er sich zu weiteren Studien an der Päpstlichen Universität Heiliger Thomas von Aquin in Rom auf, wo er zum Dr. theol. promoviert wurde. Nach der Rückkehr in die Heimat war er unter anderem Administrator der Dompfarrei und Dekan in Maiduguri. Er gehörte dem Konsultorenkollegium an und war in der Diözesanverwaltung als Sekretär sowie als Prokurator tätig. Außerdem leitete er die diözesane Kommission für den interreligiösen Dialog. Ab 2020 war er Seelsorger der Hochschulgemeinde der Universität Maiduguri.
Papst Franziskus ernannte ihn am 12. April 2022 zum Titularbischof von Leptiminus und zum Weihbischof in Maiduguri. Der Apostolische Nuntius in Nigeria, Erzbischof Antonio Filipazzi, spendete ihm am 7. Juli desselben Jahres die Bischofsweihe.